# Cloyes-sur-le-Loir
Cloyes-sur-le-Loir foi uma comuna francesa na região administrativa do Centro, no departamento Eure-et-Loir. Estendia-se por uma área de 19,79 km². Em 2010 a comuna tinha 5 776 habitantes (densidade: 291,9 hab./km²).
Em 1 de janeiro de 2017, passou a formar parte da nova comuna de Cloyes-les-Trois-Rivières.